# اندورفین

ساختار شیمیایی آلفا اندورفین (C77H120N18O26S)

اندورفین‌ها (Endorphins) یا مسکن‌های طبیعی بدن موادی هستند که از غدد مخاطی و توسط تحریک این غدد به‌وسیلهٔ هیپوتالاموس ترشح می‌شوند و اثر اصلی آن‌ها تسکین درد است. اندورفین‌ها که مرفین طبیعی بدن (endogenous morphine) خوانده می‌شوند در حقیقت بسیار شبیه به مخدرها - مانند مرفین و دیگر مشتقات تریاک - عمل می‌کنند و تولید آن‌ها در زمان فعالیت بدنی، هیجان، احساس درد، خوردن غذاهای فلفلی، فعالیت جنسی و احساس عشق است.
این نوروپتیدها در نورون‌های سیستم عصبی مرکزی، هیپوفیز و محیطی یافت می‌شوند. اندورفین از سه نوع اصلی آلفا و بتا و گاما تشکیل می‌شوند که هر یک بر روی گیرنده‌های خاصی در دستگاه عصبی بدن عمل می‌کنند. دو ترکیب α-neo-endorphin و β-neo-endorphin نیز در این گروه هستند.
درکنار اعمالی چون ورزش یا خنده، حتی گریه کردن نیز می‌تواند سبب آزادی اندورفین شود. برای همین در شرایط پرتنش و اندوه ناک الزامی برای جلوگیری از گریه کردن نیست و در واقع توصیه می‌شود افراد گریه کنند. به‌طور کلی اندورفین‌ها باعث ایجاد حالات خوشی و لذت شده و آرامش بخش هستند. همچنین به واسطه توقف ارسال پیام‌های درد به سوی مغز موجب از بین رفتن حس درد می‌شوند.زمانیکه مواد مخدر مصرف میشود این مواد که به‌علت آب دوست بودن از غشا عبور میکند به گیرنده استیل کولین میچسبد و نقش ناقلین عصبی را بازی میکنند و باعث میشود کانال های دریچه دار پتاسیمی باز شود و احساس درد را برای مدت کوتاهی فراموش کنیم بنابراین بعد از مدتی دیگر نخاع این دو مسکن طبیعی را تولید نمیکند برای همین فرد معتاد پس از یک روز ترک احساس درد در تمام بدن میکند زیرا ۹۰ درصد درد ها در نخاع فیلتر و ۱۰ درصد به لوب آهیانه در مغز میرود و ما آن درد را احساس میکنیم.